# Ludovic-Mohamed Zahed
Ludovic-Mohamed Zahed (Argel, 1977) es un activista gay franco-argelino, imán y fundador en 2012 de una mezquita en París destinada expresamente a acoger a las comunidades LGBT y feminista dentro del islam, que fue considerada la primera mezquita inclusiva europea. Zahed fue también el primer hombre musulmán francés en casarse por lo civil con otro hombre (en Sudáfrica).

## Biografía
Nació en Argel en 1977. Discriminado en la escuela, recibió palizas de su hermano mayor por ser "demasiado afeminado". A los 12 años fue a una mezquita, descubrió el Corán y se incorporó a una hermandad salafista. A los 17 se enamoró de uno de sus compañeros, por ello fue repudiado y abandonó la fe. La familia se trasladó a Marsella. Allí vivió su primera relación sexual, con una pareja que le transmitió el VIH. Tenía 19 años. Hacía solo dos que había descubierto que era homosexual.
Explicó a su familia que era homosexual y seropositivo. Empezó a estudiar psicología y antropología e intenta iniciar su camino espiritual con el budismo. Llegó a visitar el Tíbet. A los 30 años, en un viaje a Pakistán, reflexionó sobre su vida y regresó a la fe islámica.
Cursó estudios doctorales sobre «las minorías sexuales en la vanguardia de los cambios en la relación con el islam en Francia». En 2015 defendió en París su tesis doctoral en antropología social y etnología en la Escuela de Estudios Superiores en Ciencias Sociales, dirigida por Jocelyne Dakhlia y titulada La emergencia pública de las minorías sexuales musulmanas y los cambios de una relación inclusiva del islam en Francia: representaciones sociales e identitarias alternativas.

## Posiciones
Ludovic-Mohamed Zahed sostiene que no se puede ser musulmán y a la vez homófobo y misógino, y recuerda que la homosexualidad como tal no se menciona en el Corán. También considera que la mayoría de las tradiciones islámicas no son homófobas, sino inclusivas.

Hay muchos versos que aseguran que el profeta acepta a todos pacíficamente, personajes como un hombre afeminado y una mujer masculina, mujeres que luchan contra otros hombres para defender a su comunidad, sobre las que además se menciona que nadie debería obligarlas a casarse si ellas mismas se oponen…

En Francia, se ha pronunciado abiertamente a favor de matrimonio entre personas del mismo sexo. Zahed es el fundador del grupo 'Musulmanes homosexuales de Francia'. 
En noviembre de 2012, instauró un centro de oración en París descrito por la prensa como la primera mezquita gay-friendly en Europa. Este centro de oración se creó en un espacio cedido por un centro budista. En la actualidad, la dirección de la mezquita no se desvela ante el temor de sufrir ataques. La Gran Mezquita de París condenó la apertura de esta mezquita.

## Publicaciones
- LGBT Musulman-es: du Placard aux Lumières, face aux obscurantismes et aux homo-nationalismes (2016), Des Ailes sur un Tracteur
- Queer Muslim Marriage: Struggle of a gay couple's true life story towards Inclusivity & Tawheed within Islam (2013), CALEM
- Le Coran et la chair (2012), Éditions Max Milo
- Révoltes extraordinaires: un enfant du sida autour du monde (2011), L'Harmattan